# Game Music Brasil
Organizado pela Conexão Cultural, o Game Music Brasil foi o primeiro festival nacional dedicado a desenvolvimento de games e composições de trilhas-sonora para jogos eletrônicos, com concursos e premiações nas principais áreas relacionadas à cultura game, seja ela musical, industrial e de desenvolvimento.
Em 2011,  no Rio de Janeiro, ocorreu pela primeira vez a premiação com a direção de Sergio Murilo Carvalho, o criador do projeto, que foi dividido em 3 categorias, a saber:
- Melhor Jogo Indie
- Melhor Trilha-Sonora
- Melhor Banda/Grupo Musical de Game Music

## Edições

### 2010
A primeira edição ocorreu entre os dias 25 e 31 de janeiro de 2010, como uma programação da Campus Party. Naquele ano, o evento foi apenas um festival musical que contou com shows de bandas brasileiras de game music e também palestras sobre o assunto.
Além da presença do compositor Tommy Tallarico, as seguintes bandas se apresentaram no evento:
- MegaDriver
- Os Gameboys
- Abreu Project
- Rock Band GM
- Pulselooper
- Subway Sonicbeat
- 8 Bit Instrumental
- Smash Bros

### 2011
A segunda edição ocorreu em outubro de 2011 na cidade do Rio de Janeiro, durante o festival Brasil Game Show daquele ano.
Foi a primeira vez que ocorreu a premiação. Para este ano, na categoria "Melhor Trilha-Sonora", os participantes precisaram criar uma trilha para um game desenvolvido pela Aquiris Game Experience e distribuído pela Aeria Games.
| Categoria                                | Indicados                                                                                          | Vencedor                    | Ref         |
| ---------------------------------------- | -------------------------------------------------------------------------------------------------- | --------------------------- | ----------- |
| Melhor Jogo Indie                        | Reflexor Zero Tablot’s Odissey Beautiful Escape: Dungeoneer                                        | Tablot’s Odissey            | [ 4 ] [ 5 ] |
| Melhor Trilha-Sonora                     | Luis Cunha Lima Junior Wagner Monaco Baulio Jorge Souza de Almeida Juno Moraes                     | Juno Moraes - “New Mission” | [ 4 ] [ 5 ] |
| Melhor Banda/Grupo Musical de Game Music | 8 Bit Instrumental – medley de Super Mario World MegaDriver – "Pitfall" Os Gameboys - Getting Even | Os Gameboys - Getting Even  | [ 4 ] [ 5 ] |

### 2012
Para a edição de 2012, a categoria * Melhor Banda/Grupo Musical de Game Music foi substituída por "Melhor Remix ou Melhor Chiptune".
A apresentação dos vencedores aconteceu no dia 14 de outubro, durante o concerto Video Games Live daquele ano.